# Антония Трифена
Антония Трифена (др.-греч. Άντωνία Τρύφαινα, 10 г. н. э. — 55 год н. э.) — царица Полемонового Понта и Колхиды в 21—27 годах.

## Биография
Антония Трифена была дочерью Полемона I, царя Боспора и Понта, и Пифодориды I, дочери знатного малоазийского грека Пифодора из Тралл. Традиционно считается, что Антония Трифена родилась между 12 и 9/8 гг. до н. э..
Рано потеряла отца, который погиб в войне с племенем аспургов в 8 году до н. э. После брака её матери с Архелаем, царем Каппадокии, Антония Трифена вместе с семьей перебралась в Мазаку, столицу этого государства.
В 12 лет вышла замуж за Котиса III, сапейского царя Фракии. В 14 лет после смерти императора Октавиана Августа предоставила значительные средства для восстановления гаваней и каналов в городе Кизик в Малой Азии. В государстве мужа Антония находилась до 18 года, когда в результате междоусобной войны Котис III был побежден своим дядей Рескупоридом II, а затем захвачен и убит. В этот период Антония Трифена вместе с детьми убежала в Кизик.
В 19 году дала показания во время императорского суда во главе с Тиберием, где рассматривали действия Рескупорида ΙΙ. В результате, последний был приговорен к изгнанию в Египет, но по дороге убит. Вслед за этим стала регентшей государства сапеев при малолетнем сыне Реметалке ΙΙΙ. В течение 21—27 гг. она номинально руководила Полемоновым Понтом и Колхидой (возможно совместно с Пифодоридой I).
В 38 году перебирается в Рим, где подружилась с Антонией Младшей. В том же году назначена императором Калигулой жрицей культа Юлии Друзиллы. В 42 году император Клавдий назначил Трифену жрицей культа Ливии Друзиллы.
В конце жизни перебралась в Кизик. Есть версия, что под влиянием проповедей апостола Павла Антония Трифена перешла в христианство. Умерла в 55 году.

## Семья
Муж — Котис III, царь Фракии из Сапейской династии.
Дети:
- Реметалк III, царь Фракии в 38-46 годах
- Полемон II, царь Понта и Киликии
- Котис IV, царь Малой Армении в 38-47 годах